# AfterLife (álbum)
AfterLife es el noveno álbum de estudio de la banda estadounidense de heavy metal Five Finger Death Punch. Fue lanzado para el 19 de agosto de 2022 a través de Better Noise. Es el primer álbum desde The Way of the Fist (2007) que no presenta al guitarrista principal Jason Hook, cuyo primer álbum con la banda fue War Is the Answer (2009) y el primer álbum que presenta al nuevo guitarrista Andy James, quien reemplazó a Hook en octubre de 2020.

## Lista de canciones
| N.º | Título                  | Duración |  |
| 1.  | «Welcome to the Circus» | 4:17     |  |
| 2.  | «AfterLife»             | 4:04     |  |
| 3.  | «Times Like These»      | 3:30     |  |
| 4.  | «Roll Dem Bones»        | 3:20     |  |
| 5.  | «Pick Up Behind You»    | 3:09     |  |
| 6.  | «Judgement Day»         | 4:53     |  |
| 7.  | «IOU»                   | 4:28     |  |
| 8.  | «Thanks For Asking»     | 3:19     |  |
| 9.  | «Blood And Tar»         | 3:23     |  |
| 10. | «All I Know»            | 5:12     |  |
| 11. | «Gold Gutter»           | 3:54     |  |
| 12. | «The End»               | 3:44     |  |

## Personal
- Ivan Moody – Vocalista
- Zoltan Bathory – Guitarra rítmica
- Andy James – guitarra líder, coros
- Chris Kael – bajo, coros
- Charlie Engen – batería, percusión